# Anopsicus pecki
Anopsicus pecki là một loài nhện trong họ Pholcidae. Loài này được phát hiện ở Jamaica.